# Taufbecken Barsac (Gironde)

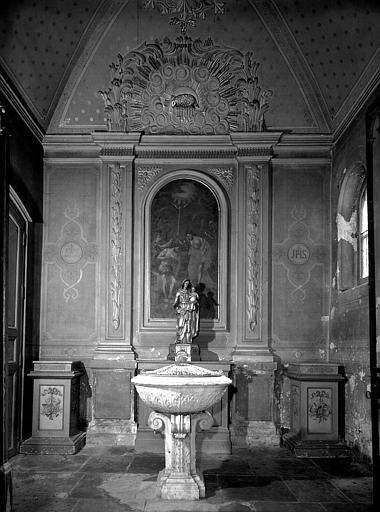
Taufbecken in Barsac

Das Taufbecken in der Kirche St-Vincent in Barsac, einer französischen Gemeinde im Département Gironde der Region Nouvelle-Aquitaine, wurde 1788 geschaffen. Im Jahr 1970 wurde das barocke Taufbecken als Monument historique in die Liste der denkmalgeschützten Objekte (Base Palissy) in Frankreich aufgenommen.
Das Taufbecken aus weißem Marmor steht in der Taufkapelle. Auf einem rechteckigen Sockel mit Pfeiler tragen dessen vier Voluten das runde Becken. Es ist mit pflanzlichen Motiven verziert.